# 1551 Аргеландер
1551 Аргеландер (1938 DC1, 1930 BL, 1940 XD, 1951 XG1, 1953 GD1, 1957 KR, 1962 XP, 1551 Argelander) — астероїд головного поясу, відкритий 24 лютого 1938 року.
Тіссеранів параметр щодо Юпітера — 3,524.